# Alexei Stârcea
Alexei Stârcea (sau Stîrcea, în rusă Алексе́й Гео́ргиевич Сты́рча; n. 17 februarie 1919, Chișinău, România – d. 24 august 1974, Chișinău, RSS Moldovenească, URSS) a fost un compozitor și profesor de muzică român, ulterior sovietic moldovean.

## Biografie
S-a născut pe data de 17 februarie 1919 în Chișinău, Regatul României, într-o familie de români basarabeni. Tatăl său, Gheorghe Stârcea, care făcea parte din familia Stârcea, a făcut parte din Sfatul Țării (fiind șeful cancelariei) și a contribuit la unirea Basarabiei cu România.
Între anii 1937-1942 urmează cursurile Facultății de Drept din cadrul Universității din București, iar între anii 1942-1945 urmează cursurile Academiei Regale de Muzică și Artă Dramatică din București.
După a doua ocupație sovietică a Basarabiei și Bucovinei de Nord, a studiat canto și compoziție la Conservatorul de la Chișinău, avându-l profesor pe Leonid Gurov. În 1949 a fost deportat în Siberia, alături de tatăl său și de frații săi. Alexei a lucrat la filarmonica din Kemerovo.
S-a întors din deportare în 1955 și a fost solist  al Studioului de Operă din Chișinău, membru al trupei Teatrului muzical-dramatic „A. Pușkin” (în prezent: Teatrul Național „M. Eminescu”, Chișinău), a ocupat funcția de profesor de canto la Școala medie de muzică din Chișinău, conducător artistic al unor formații și solist la Filarmonica din Kemerovo (Rusia), solist al Radioteleviziunii din Chișinău, profesor de canto la Institutul de Arte „G. Musicescu” din Chișinău, maestru emerit al artei din Republica Moldova și Membru al Uniunii Compozitorilor din Republica Moldova.
A decedat pe data de 24 august 1974 în Chișinău, sub ocupație sovietică. În prezent, o școală de Arte din Chișinău îi poartă numele. Anual are loc Concursul Internațional de Canto Academic „Alexei Stârcea” la Chișinău.

## Opera
În calitate de compozitor,  a compus în baza operelor poetice din literatura națională, și universală creații scenice, vocal-simfonice, instrumentale de cameră, corale, vocale, de film; a semnat prelucrări folclorice. Este autorul primei opere moldovenești “Balada eroică”.
Operele principale: „Domnica”- operă în 3 acte, în 3 redacții – 1) „Inima Domnicăi”, 2) „Balada eroică”, 3)”Domnica”(în noua red) ;
Creații vocal-simfonice: „Balada viorii”, „Cantata păcii”, cantata „Spre culmi”.
Compoziții corale: „Moldova mea”, „Bate vîntul în cîmpie”.
Lucrări coral-instrumentale: „Sonata-poem”, „Suită romantică”, „Contraste”.
Romanțe: „Toamna”, „Ferestre”, „Pagini lirice”, „Baladă omului”, „O iubesc pe alta”, „Romanțe”, ciclu de romanțe pe versurile poeților „Liniștea., „Inima mea”, „Cocorii”, „Viața nu se oprește”, „Tinerețe și Bătrînețe”, „Mesteacăn fraged”, „Ia-ți inima”.
Cîntece:  „Ținut natal”, „Odă păcii”, „Ochii tăi”, „Moldova-i o grădină”, „Anii vin și se duc…”, „Mormântul eroului”, ș.a.
Prelucrarea pieselor folclorice: „De ce?”, „Cucușor cu pană sură”, „Dragostea nu-i rîu de foc”, „Satul meu din depărtare”, „Mîndruliță din cel sat”, „La Doftane”, „Să nu pleci mai mult la joc” ș.a.
Muzică pentru filme și spectacole de teatru: „Dunărea învolburată”, „Ultima noapte în rai”